# Juwelwespe
Die Juwelwespe (Ampulex compressa) ist eine parasitär lebende Grabwespe aus der Familie der Ampulicidae. Sie kommt in den tropischen Gebieten Indiens, Afrikas und des pazifischen Raums vor. Ihr Brutverhalten ist einzigartig.

## Merkmale
Die Juwelwespe gehört zu den größeren Arten der Gattung Ampulex. Die Weibchen werden bis zu 22 Millimeter lang, die Männchen bleiben etwas kleiner. Besonders auffällig sind ihr blau-grün-metallisch glänzender Körper und die rot gefärbten Schenkel der hinteren und mittleren Beinpaare. 
Die Weibchen besitzen einige Anpassungen, die zum großen Teil für ihr Brutverhalten von Bedeutung sind. Dazu gehören die seitlich abgeflachte (kompresse) Gaster, die nasenartige Stirnplatte und die sichelförmigen, zusätzlich nach oben gebogenen Mandibeln. Die Weibchen besitzen einen Giftstachel, der wie bei Hautflüglern üblich den Männchen fehlt.

## Verbreitung
Ursprünglich vor allem in der Orientalischen Region der Paläotropis heimisch, sind die Juwelwespen heute in Australien und dem Malaiischen Archipel sowie auf vielen Inseln des Indischen und des Pazifischen Ozeans wie den Seychellen, den Cook-Inseln, den Midwayinseln, St. Helena, Mauritius, Réunion, Neu-Kaledonien und Hawaii eingeführt worden.

## Lebensweise
Die Juwelwespe bedient sich der Amerikanischen Großschabe (Periplaneta americana), der Australischen Schabe (Periplaneta australasiae) oder der Harlekinschabe (Neostylopyga rhombifolia) als Wirt. Nach einem die Vorderbeine lähmenden Stich in den Thorax setzt die Wespe einen zweiten gezielten Stich in einen bestimmten Bereich der Ganglien und lähmt damit den Fluchtreflex der Schabe. Sodann führt die Wespe, da sie zu klein ist, um die Schabe zu tragen, das derart präparierte Insekt an einem seiner Fühler zu einer Höhle, wo sie ein Ei am Körper der Schabe ablegt und das Tier in der Höhlung einschließt. Die Schabe unternimmt wegen der Manipulation an ihrem Nervensystem keinen Versuch, sich zu befreien.
Einmal geschlüpft, verzehrt die parasitoide Larve der Juwelwespe ihren Wirt im Verlauf einer Woche nach und nach, bis die Schabe schließlich verendet. Die Larve verpuppt sich danach in der Hülle der Schabe. Sie bildet einen braunen Kokon, aus dem sie nach etwa vier Wochen schlüpft. Von der Eiablage bis zum Schlupf vergehen etwa 30 bis 50 Tage.

## Juwelwespe und Mensch
Versuche, das Brutverhalten der Juwelwespe als Mittel der biologischen Schädlingsbekämpfung zu nutzen (1941 auf Hawaii), scheiterten an der territorialen Lebensweise der Wespen und an der relativ geringen Zahl von zur Brut benötigten Schaben, die die Schabenpopulation nicht zu dezimieren vermag.
Wegen ihrer schillernden Farben wird die Juwelwespe oft in Terrarien gehalten.